# HD 150576
HD 150576，又名CP-5210161，SAO 244106、HR 6207，是一颗恒星，视星等为5.96，位于銀經333.74，銀緯-4.85，其B1900.0坐标为赤經16h 36m 45.3s，赤緯-52° -4.85′ 47″。